# بدگویی از دین و سازمان ملل
افترا به مذهب یا اهانت به دین، موضوعی است که بارها توسط برخی کشورهای عضو سازمان ملل از ۱۹۹۹ تا کنون مطرح شده‌است. چندین قطعنامه غیرالزام‌آور درباره محکومیت "توهین به دین" مورد رای‌گیری قرار گرفته و پذیرفته شده‌است. این پیشنهادها از سوی سازمان همکاری اسلامی حمایت شده‌اند، که درصدد ممنوعیت بیان‌هایی است که به نظر آنها موجب «دامن‌زدن به تبعیض، افراط‌گرایی و تصور نادرست که موجب قطبی‌شدن و چنددستگی با پیامدهای ناخواسته و پیش‌بینی‌نشدهٔ خطرناک» است می‌شوند.
گروه‌های مذهبی، فعالان حقوق بشر، فعالان آزادی بیان و بسیاری از کشورهای غربی با چنین قطعنامه‌ای مخالفت کرده‌اند، و اظهار نموده‌اند چنین قطعنامه‌ای منجر به یک قانون بین‌المللی ممنوعیت توهین به مقدسات خواهد شد. منتقدان قطعنامه از جمله گروه‌های حقوق بشری استدلال می‌کنند که چنین قطعنامه‌هایی موجب تقویت سیاست‌های داخلی برخی کشورها برای تقویت قوانین ضد توهین به مقدسات و قوانین ممنوعیت بدگویی از دین می‌شوند، که در این کشورها برای زندانی‌کردن روزنامه‌نگاران، دانشجویان و دگراندیشان سیاسی مسالمت‌آمیز استفاده خواهد شد.
از ۲۰۰۱ به این سو، شکاف آشکاری میان جبهه کشورهای اسلامی و کشورهای در حال توسعه که از چنین قطعنامه‌هایی حمایت می‌کنند، و دموکراسی‌های غربی که مخالف چنین قطعنامه‌هایی هستند به وجود آمده‌است. در سال‌های اخیر به علت افزایش مخالفت غرب، و لابی‌گری گروه‌های دینی، مدافع آزادی بیان و حقوق بشری، حمایت از قطعنامه‌های ضد توهین به دین رو به افول است. برخی کشورهای آفریقایی، اقیانوس آرام، و آمریکای لاتین از رای موافق به قطعنامه ضد توهین به دین به رای ممتنع یا از ممتنع به رای مخالف تغییر نظر داده‌اند.
در سال ۲۰۱۱، شورای حقوق بشر سازمان ملل در قطعنامه تازهٔ خود از "حفاظت از اعتقادات"، به ارجحیت "حفاظت از باورمندان" تغییر سیاست داد.

## قطعنامه‌های سازمان ملل

### ۲۰۱۱
در مارس ۲۰۱۱، در قطعنامه تازه شورای حقوق بشر سازمان ملل، ارجحیت حفاظت از باورمندان و افراد نسبت به حفاظت از اعتقادات مطرح شد. در ژوئیه ۲۰۱۱، کمیته حقوق بشر سازمان ملل، بیانیه‌ای ۵۲ صفحه‌ای، تفسیر عمومی ۳۴ (General Comment 34) را منتشر کرد. این بیانیه در مورد آزادی‌های عقیده و بیان است. طبق پاراگراف ۴۸، «ممنوعیت عدم احترام به دین یا سیستم‌های اعتقادی، شامل قوانین ممنوعیت توهین به مقدسات، ناسازگار با میثاق (حقوق سیاسی، مدنی) هستند، به جز در موارد خاص که در ماده ۲۰، پاراگراف ۲ ذکر شده‌است. همچنین این ممنوعیت‌ها بایستی مطابق با الزامات سختگیرانه ماده‌های ۱۹، پاراگراف ۳ و ماده‌های ۲، ۵، ۱۷، ۱۸ و ۲۶ باشند. بنابراین برای مثال، غیرمجاز خواهد بود که هر کدام از این قوانین تبعیضی به سود یا ضرر یک گروه دینی یا سیستم اعتقادی، یا ارجحیت پیروان [یک دین بر دین دیگر]، یا مومنان به ناباوران قائل شوند. ضمن اینکه این قوانین نباید برای جلوگیری یا مجازات رهبران دینی، تفاسیر آموزه‌های دینی یا اصول دین قرار بگیرند.